# Auskunftsverweigerungsrecht
Das Auskunftsverweigerungsrecht ist das Recht eines Zeugen, auf bestimmte Fragen die Auskunft zu verweigern. Als AVR missverständlich abgekürzt wird es oft mit dem Aussageverweigerungsrecht verwechselt, welches das Recht eines Verdächtigen ist. Das Auskunftsverweigerungsrecht steht dem Zeugen während des gesamten Strafverfahrens, also bereits mit dem Ermittlungsverfahren bei der Vernehmung durch Polizei, Staatsanwaltschaft oder Ermittlungsrichter zu. Über das Auskunftsverweigerungsrecht ist der Zeuge zuvor zu belehren.

## Deutschland

### Geschichte
Das Recht eines Zeugen die Beantwortung bestimmter Fragen zu verweigern wurde erstmals 1853 für rechtmäßig erkannt durch ein Urteil des Preußischen Obertribunals. In einem Ermittlungsverfahren wegen Kuppelei und gewerbsmäßiger Unzucht sollte ein Zeuge unter Eid darüber vernommen werden, ob er „mit einer der angeklagten Frauenspersonen den Beischlaf vollzogen habe“. Bei wahrheitsgemäßer Beantwortung hätte er wegen Ehebruchs Sanktionen erwarten müssen; hätte er die Frage wahrheitswidrig verneint, hätte er sich wegen Meineids strafbar gemacht. Die Richter erkannten das Dilemma und entschieden, dass ein Zeuge in solchen Fällen „für befugt zu achten sei, die Aussage auf die Frage zu verweigern, welche das Bekenntniß einer von ihm begangenen strafbaren Handlung enthalten würde“. Diese richterrechtliche Fortbildung wurde als § 54 in die Reichsstrafprozeßordnung von 1879 übernommen.
Im Anschluss an die Tötungsdelikte an der Startbahn West 1987 starteten autonome Gruppen die Kampagne Anna und Arthur halten’s Maul, um Beschuldigte und Zeugen zur Verweigerung der Zusammenarbeit mit Polizei und Justiz zu bewegen. Noch heute wird diese Kampagne von der Roten Hilfe fortgeführt; unter dem Slogan Bitte sagen Sie jetzt nichts! wird die „generelle Aussageverweigerung [sic] gegenüber den staatlichen Repressionsorganen“ empfohlen.

### Einzelheiten
Normiert ist das Auskunftsverweigerungsrecht in § 55 Strafprozessordnung (StPO).
Das Auskunftsverweigerungsrecht erstreckt sich auf diejenigen Vernehmungsfragen, die den Zeugen oder einen seiner Angehörigen bei wahrheitsgemäßer Beantwortung in die Gefahr der Verfolgung wegen einer Straftat oder einer Ordnungswidrigkeit bringen. Es erstreckt sich nach der Mosaiktheorie des Bundesgerichtshofs auch auf solche Fragen, durch deren wahrheitsgemäße Beantwortung zwar alleine nicht eine Strafverfolgung ausgelöst werden könnte, die aber ein Teilstück in einem mosaikartigen Beweisgebäude betreffen und demzufolge zu einer Belastung des Zeugen beitragen könnten.
Das Auskunftsverweigerungsrecht ist aber kein Unterfall des Zeugnisverweigerungsrechts. Der Zeuge darf sich nicht zu Unrecht auf das Auskunftsverweigerungsrecht beziehen. Er hat die Bezugnahme gemäß § 56 StPO nach Ermessen des Gerichts glaubhaft zu machen, ggf. durch Eid. In der Regel führt die Bezugnahme auf das Auskunftsverweigerungsrecht im Strafprozess zu einem Aktenvermerk der Staatsanwaltschaft, wonach dann möglicherweise Ermittlungen in Richtung des Zeugen oder seines Angehörigen eingeleitet werden. Wird das Auskunftsverweigerungsrecht zu Unrecht ausgeübt, so kann unter restriktiven Gesichtspunkten nach § 70 Abs. 2 StPO Ordnungshaft (veraltet: Beugehaft) angeordnet werden. Dies jedoch nur, wenn die Bezugnahme auf das Auskunftsverweigerungsrecht evident zu Unrecht geschieht.
Das Auskunftsverweigerungsrecht ist Ausfluss des Grundsatzes, dass sich niemand selbst zu belasten braucht (nemo tenetur se ipsum accusare). Zwar hat dieser Grundsatz als grundrechtsgleiches Recht Verfassungsrang, dennoch ist das Auskunftsverweigerungsrecht – welches sich nur auf bestimmte Fragen bezieht – schwächer als das Zeugnisverweigerungsrecht, welches die gesamte Aussage umfasst.
- Das Auskunftsverweigerungsrecht genießt z. B. in einem abgetrennten Prozess auch der rechtskräftig Verurteilte. Dieser kann in Anspruch nehmen, keine Aussagen zur Tat zu machen, um nicht eine schärfere oder weitere Verurteilung zu erhalten.

- Nach Auffassung des Bundesgerichtshofs ist die Belehrungspflicht nicht bei jedem Tatverdacht geboten. Gegen diese Auffassung wird angeführt, das Rechtsstaatsprinzip könne aufgeweicht werden, da dann die Belehrungsvorschrift in § 55 Abs. 2 StPO zu einer Soll-Vorschrift umgedeutet werden könne. Wird die Belehrungspflicht des § 55 Abs. 2 StPO verletzt, so ist dies nach Auffassung der gefestigten Rechtsprechung kein Revisionsgrund (sog. Rechtskreistheorie).

- Unabhängig von der Geltendmachung des Auskunftsverweigerungsrechts kann der Zeuge jedoch vereidigt werden. Der Eid erstreckt sich dann auf die übrigen Aussagen.

## Österreich
In Österreich gilt die Besonderheit, dass die Verfassung dem Befugnis bestimmter Behörden, im Rahmen der Lenkererhebung Auskunft darüber zu verlangen, wer zu einem bestimmten Zeitpunkt ein Kraftfahrzeug gelenkt hat, den Vorrang vor Auskunftsverweigerungsrechten einräumt.